# Donje Komarice
Donje Komarice (cyr. Доње Комарице) – wieś w Serbii, w okręgu szumadijskim, w mieście Kragujevac. W 2011 roku liczyła 492 mieszkańców.